# Sky Angel
Sky Angel war ein US-amerikanischer Betreiber von „christlichen“ Fernsehsendern. Die Firma betrieb Angel One, Angel Two und KTV. Sitz des Unternehmens war Naples, Florida. Seinen Kunden bot Sky Angel über 70 Radio- und Fernsehkanäle mit religiösen und „familienorientierten“ Inhalten.

## Geschichte
Sky Angel war eines der ersten Netzwerke, die ihre Verbreitung auf Internetstreaming umstellten. Forbes schrieb 2012 über das damalige Novum, Sky Angel könnte damit einen neuen Konkurrenzkampf zwischen den Anbietern auslösen, weil bisher nur konventionelle Kabel- und Satellitenanbieter im Wettbewerb standen. Die Firma bekam Probleme mit Programmzulieferern wie Discovery. Dieser sperrte zeitweise den Zugang für Sky Angel Kunden zu seinen populärsten Kanälen wie Animal Planet und Military Channel, weil er in der Internetübertragung einen Vertragsverstoss sah.